# Susy Sacoto
Susana Valeria Sacoto Mendoza (sinh năm 1997) là một nữ người mẫu sắc đẹp và luật sư. Cô được trao vương miện Hoa hậu Ecuador 2021 và sẽ đại diện Ecuador tại Hoa hậu Hoàn vũ 2021 ở Eilat, Israel.

## Các cuộc thi sắc đẹp

### Miss Panamerican Ecuador 2018
Sacoto bắt đầu sự nghiệp thi hoa hậu của mình vào năm 2018, cô đã tham gia cuộc thi Miss Panamerican Ecuador 2018 và giành chiến thắng.

### Miss Panamerican International 2018
Sacoto đại diện cho Ecuador và tranh tài với 15 người được đề cử khác tại Miss Panamerican International 2018 ở Anaheim, California, Hoa Kỳ. Tuy nhiên cô đã không lọt vào bán kết.

### Jewel of the World 2019
Sacoto cũng đại diện cho Ecuador tại Jewel of the World 2019 ở Manila, Philippines. Cô là Á hậu 3.

### Hoa hậu Ecuador 2021
Sacoto đại diện cho Portoviejo tại cuộc thi Hoa hậu Ecuador 2021 và cô đã đăng quang cuộc thi.

### Hoa hậu Hoàn vũ 2021
Với tư cách là Hoa hậu Ecuador 2021, Sacoto sẽ đại diện cho Ecuador tại cuộc thi Hoa hậu Hoàn vũ 2021 ở Eilat, Israel.